# Washington Township (Clinton County, Ohio)
Washington Township ist eines von 13 Townships des Clinton Countys im US-Bundesstaat Ohio. Nach der Volkszählung im Jahr 2000 waren hier 1895 Einwohner registriert.

## Geografie
Washington Township liegt etwas südwestlich des geografischen Zentrums des Clinton Countys im mittleren Südwesten von Ohio und grenzt im Uhrzeigersinn an die Townships: Union Township, Green Township, Clark Township, Jefferson Township, Marion Township, Vernon Township und Adams Township.

## Verwaltung
Das Township wird durch ein Board of Trustees, bestehend aus drei gewählten Mitgliedern, verwaltet. Zwei Personen werden jeweils im Jahr nach der Präsidentschaftswahl gewählt und eine jeweils im Jahr davor. Die Amtszeit dauert in der Regel vier Jahre und beginnt jeweils am 1. Januar. Daneben gibt es noch einen Township Clerk (zuständig für Finanzen und Budget), der ebenfalls im Jahr vor der Präsidentschaftswahl auf eine vierjährige Amtszeit gewählt wird. Dessen Amtszeit beginnt jeweils am 1. April.